# 바치카

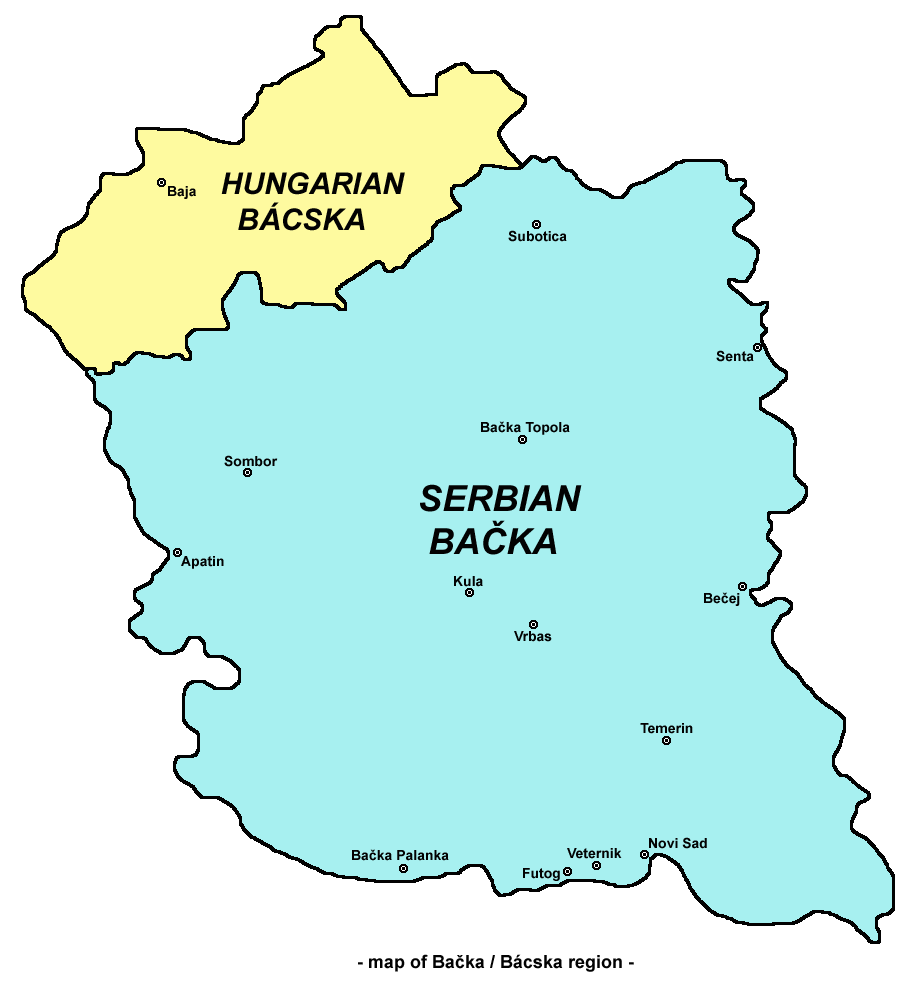
바치카 지도

바치카(세르비아어: Бачка, Bačka, 헝가리어: Bácska 바치커[*], 크로아티아어: Bačka, 슬로바키아어: Báčka)는 중앙유럽 판노니아 평원에 위치한 지역으로 세르비아와 헝가리에 걸쳐 있다. 서쪽과 남쪽으로는 다뉴브강, 동쪽으로는 티서강이 흐르며 이들 강은 티텔 부근에서 합류한다. 세르비아령 바치카는 서바치카구와 남바치카구, 북바치카구에 속하며 헝가리령 바치카는 바치키슈쿤주에 속한다.
바치카 지방의 대부분은 세르비아령인 보이보디나 자치주에 속해 있다. 보이보디나 자치주의 주도인 노비사드는 다뉴브 강 양안에 걸쳐 있는데 좌안 지역은 바치카 지방에 속하고 우안 지역은 시르미아 지역에 속한다. 세르비아와 크로아티아는 1991년부터 다뉴브 강 좌안에 있는 섬들에 대한 영유권 분쟁을 벌이고 있다. 이 섬들은 원래 크로아티아의 영토였지만 현재는 세르비아의 실질적 지배 상태에 있다.

## 같이 보기
- 북바치카구
- 남바치카구
- 보이보디나
- 서바치카구